# 彬州站
彬州站，原名彬县站，位于中华人民共和国陕西省咸阳市彬州市新民镇虎家湾村，是西平铁路上的火车站，于2013年12月25日启用营运、2015年4月10日开通客运业务，西安局集团管辖。2018年彬县撤县设市，车站随之更名。

## 車站周邊
- 凤永高速公路

## 歷史
- 2013年12月25日通车启用。[1]
- 2015年4月10日开通客运业务。[2][3]

## 外部連結
- 中国铁路客户服务中心 （页面存档备份，存于）